# 伊斯頓 (伊利諾伊州)
伊斯頓（英語：Easton）是位於美國伊利諾伊州梅森縣的一個村落。

## 地理
伊斯頓的座標為40°13′56″N 89°50′36″W / 40.23222°N 89.84333°W，而該地最高點為海拔高度155米（即509英尺）。

## 人口
根據2010年美國人口普查的數據，伊斯頓的面積為0.62平方千米，當中陸地面積為0.62平方千米，而水域面積為0.00平方千米。當地共有人口321人，而人口密度為每平方千米517人。